# Andrzej Szaciłło (aktor)
Andrzej Szaciłło (ur. 17 lipca 1943 w Wilnie) – polski aktor teatralny i filmowy.

## Życiorys
5 listopada 1965 miał miejsce jego debiut teatralny. W latach 1965–89 występował w gdańskim Teatrze Wybrzeże

## Filmografia
- 1974: S.O.S. − milicjant (odc. 3)
- 1975: Kazimierz Wielki
- 1975: Mała sprawa − Stefan Czerniak
- 1976: Olśnienie − rybak
- 1977: Rekolekcje − ormowiec
- 1977: Struny
- 1978: Życie na gorąco (odc. 3)
- 1983: Stan wewnętrzny
- 1983: Szkatułka z Hongkongu
- 1984-1987: 07 zgłoś się − lekarz opatrujący rannego Kopińskiego (odc. 19); wystąpił też w odc. 15 i 16
- 1984: Pięć dni z życia emeryta − UB-ek (odc. 1)
- 1984: Pobojowisko − Olgierd
- 1985: Chrześniak − Austriak z firmy polonijnej
- 1985: Wkrótce nadejdą bracia
- 1987: Nad Niemnem − Starzyński
- 1986: Nad Niemnem − Starzyński
- 1987: Koniec sezonu na lody − Lucjan Listkowski
- 1989: Gdańsk 39 − kapitan Franciszek „Kuba” Dąbrowski

## Teatr telewizji
Wystąpił w wielu spektaklach teatru telewizji. Ma na koncie m.in. rolę Bajkowskiego w spektaklu „Ciężkie czasy” (1979), Juliana Rummela w spektaklu „Narodziny miasta” (1980) czy też Doktora Zawadowskiego w spektaklu „Ostatnie tygodnie, ostatnie dni, ostatnie godziny” (1981)

## Nagrody i odznaczenia
- Odznaka „Zasłużony Działacz Kultury” (1975)
- Srebrny Krzyż Zasługi (1975)
- Złoty Krzyż Zasługi (1986)